# Jean-Pierre Djivanidès
 (juillet 2012).
Si vous disposez d'ouvrages ou d'articles de référence ou si vous connaissez des sites web de qualité traitant du thème abordé ici, merci de compléter l'article en donnant les références utiles à sa vérifiabilité et en les liant à la section « Notes et références ».
Jean-Pierre Djivanidès est un dessinateur de presse et illustrateur français.

## Biographie
Il a notamment peint les premiers portraits quotidiens de une du journal Les Échos de 1995 à 2000, puis dessiné les portraits des interviews de pages intérieures pour le même journal de 2000 à 2010. À ce titre, il a réalisé plus de 4 500 portraits d'hommes politiques et de financiers nationaux et internationaux.
Il a apporté sa collaboration à d'autres titres de presse comme Elle, L'Équipe magazine, L’Expansion, Femme actuelle, Le  Figaro, Le Figaro Magazine, Jeune Afrique, Lire, Mondial, Le Nouvel Économiste, Nous Deux, Pif Gadget, Playboy, Le Point, Révolution, La Tribune, Vaillant, La Vie française, et à la télévision: TF1, France 2.
Il est artiste-peintre de formation et exerce aussi en tant qu'illustrateur pour l'édition et la publicité.
Il a ainsi créé des visuels pour des clients prestigieux tels Area, Atochem, Alstom, Atlas, Audi, Barclays, Béghin-Say, Bergougnan, Black & Decker, Brepols, Buitoni, Casino, C.C.F., Chanel, Cartier, Club Med, Crédit agricole, Disney, Europe 1, Fédération Française de Tennis, Gan, Havas, H.E.C., Hachette, Hôtel Ibis, Hotels Mercure, Hutchinson, Lafarge, Larousse, London School of Economics, Mairie de Paris, Marlboro, Ministère de la Culture, Ministère de la Recherche, Moët & Chandon, Monoprix, Montblanc, Nissan, N.R.J., Office du Tourisme de Norvège, La Poste, Pelforth, Peugeot, Pif Gadget, Playboy, Plon, Purina, Renault, Le Robert, Saab, Sauter, Total, Vediorbis, Vedette, Volkswagen, Warner, Winston, Yoplait.
Il a réalisé des affiches pour la publicité, le cinéma et le spectacle. Thierry le Luron lui a confié l'affiche de son dernier spectacle pour le Théâtre du Gymnase.
Ses œuvres figurent dans des collections privées en France, en Angleterre, en Allemagne et en Grèce.
Il tient par ailleurs des carnets de voyages et a créé en 2011 les Éditions Amphipolis pour éditer ses propres créations.